# Calytrix alpestris
Calytrix alpestris är en tvåhjärtbladig växtart som först beskrevs av John Lindley, och fick sitt nu gällande namn av Court. Calytrix alpestris ingår i släktet Calytrix och familjen myrtenväxter.
Artens utbredningsområde är Sydaustralien. Inga underarter finns listade i Catalogue of Life.